# Josefa Idem
Josefa Idem (Goch, 23 settembre 1964) è un'ex canoista e politica tedesca naturalizzata italiana.
Campionessa mondiale e olimpica nella specialità del K1 (kayak individuale). Ha cominciato la sua carriera sportiva nella natìa Germania, ma dal 1990 vive e ha gareggiato a livello internazionale per l'Italia. Nella sua ventennale carriera ha vinto 38 medaglie tra giochi olimpici, mondiali ed europei. Ha partecipato a otto edizioni delle Olimpiadi, ininterrottamente dall'edizione di Los Angeles 1984 a quella di Londra 2012. Nelle prime due Olimpiadi ha rappresentato la Germania Ovest vincendo un bronzo, nelle altre l'Italia con un oro, due argenti e un bronzo. Idem è, assieme a Oksana Čusovitina, Jacqueline Mourāo, Lesley Thompson, e Claudia Pechstein la seconda atleta donna con più partecipazioni olimpiche (otto), superata dalla tiratrice a segno georgiana Nino Salukvadze con ben dieci partecipazioni olimpiche.
Nel dicembre 2012 si è candidata alle primarie dei parlamentari del Partito Democratico. È stata quindi capolista per l'Emilia-Romagna per il Senato alle elezioni politiche del 2013, risultando eletta. Dal 28 aprile 2013 al 24 giugno 2013 è stata Ministro per le pari opportunità, lo sport e le politiche giovanili nel governo Letta.
Vive a Santerno, frazione di Ravenna. È sposata con Guglielmo Guerrini, e ha due figli.

## Biografia

### Carriera sportiva

#### In Germania
Josefa Idem comincia a praticare la canoa a undici anni. All'inizio è soprattutto un divertimento, mentre il suo impegno principale è la scuola di lingue. Diplomata in Germania, parla perfettamente l'inglese, l'italiano e il tedesco; scolasticamente il francese.
Entra poi a far parte della nazionale tedesca, e a vent'anni ottiene il primo risultato importante a livello internazionale: la medaglia di bronzo ai Giochi della XXIII Olimpiade di Los Angeles 1984 nel K2 500 m, in coppia con Barbara Schüttpelz.
L'anno successivo passa al K1, il kayak individuale, che è diventata poi la sua specialità. Dal 1985 al 1987 è sempre presente alle finali mondiali nel K1; il suo miglior risultato è un quinto posto.
Ai Giochi della XXIV Olimpiade di Seul del 1988 non conquista nessuna medaglia: finisce nona nel K1.500 m e quinta con la squadra tedesca di K4.500 m. Poche settimane dopo, nel novembre 1988, si trasferisce in Italia, decisa a dare una svolta alla sua carriera.

#### In Italia
Nel 1989 si affida a un nuovo allenatore, Guglielmo Guerrini. Il cambiamento dà subito buoni risultati: due terzi posti ai mondiali nel K1.500 m e 5.000 m.
Il sodalizio Idem-Guerrini va quindi oltre l'impegno sportivo. Coppia anche nella vita privata, i due si sposano nel 1990. Con il matrimonio l'atleta tedesca prende residenza in Italia e può così gareggiare per la nazionale azzurra già dai mondiali di quell'anno, dove vince il suo primo titolo iridato nel K1 500 m, oltre al bronzo nei 5.000 m. Piazzamenti invertiti (oro nel K1 5.000 m, bronzo nel K1 500 m) ai mondiali dell'anno dopo.
Nel 1992, due anni dopo il matrimonio, diventa cittadina italiana. I Giochi di Barcellona sono la sua terza partecipazione olimpica, la prima da italiana. Avendo vinto la gara preolimpica l'anno precedente è una delle favorite, ma si deve accontentare del quarto posto.
Negli anni seguenti il suo risultato migliore, a livello sportivo, è il terzo posto ai mondiali. Sul piano personale, l'evento più importante è la nascita di Janek, il suo primo figlio, il 30 aprile 1995. Pochi mesi dopo, con il supporto del marito-allenatore, è di nuovo in acqua a gareggiare, ai mondiali in Germania, dove arriva quinta.
Nel 1996, ai Giochi della XXVI Olimpiade di Atlanta, vince il bronzo nel K1 500 m, bissando la medaglia vinta dodici anni prima a Los Angeles per la Germania. È l'inizio di un periodo ricchissimo di successi: dal 1997 al 2002 tre titoli mondiali (e altri dieci piazzamenti sul podio), cinque titoli europei e la medaglia d'oro nel K1 500 m ai Giochi della XXVII Olimpiade di Sydney del 2000.

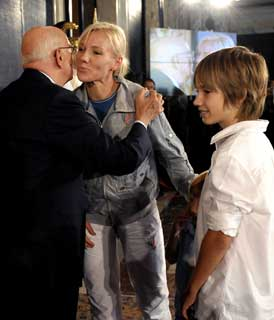
Josefa Idem e il primo figlio al Quirinale

Dopo i tanti trionfi sportivi, a 38 anni sospende l'attività agonistica per la seconda maternità. A maggio del 2003 nasce Jonas. Josefa Idem non ha però intenzione di smettere con la canoa, e assieme al marito definisce un impegnativo piano di allenamenti per tornare alle gare ai massimi livelli. Gli sforzi sono ripagati: quindici mesi dopo il parto, a 40 anni di età e alla sesta Olimpiade consecutiva, vince la medaglia d'argento ai Giochi di Atene del 2004.
All'età di 43 anni riesce ad aggiudicarsi nuovamente la medaglia d'argento ai Giochi della XXIX Olimpiade di Pechino del 2008 nel K1.500 m, perdendo l'oro per soli 4 millesimi di secondo. Con otto partecipazioni, a 48 anni, è la prima italiana di ogni tempo per numero di Giochi olimpici disputati a pari merito con Piero e Raimondo D'Inzeo.
Alla sua ottava partecipazione olimpica a Londra 2012 conquista un 5º posto nella finale del K1.500 m a soli 3 decimi di secondo dalla medaglia di bronzo. Al termine della gara annuncia il suo ritiro dall'agonismo all'età record di 48 anni.

### Carriera politica
Dal maggio 2001 al giugno 2007 è stata assessore allo sport del Comune di Ravenna nelle liste de L'Ulivo. Dall'ottobre 2009 è responsabile sport del Partito Democratico della regione Emilia-Romagna.
Nel luglio 2012, alla vigilia della partenza per i Giochi olimpici di Londra, ha accettato di sostenere e rappresentare la propria città nella candidatura a "Capitale europea della cultura 2019", portando con sé una maglietta con il logo di Ravenna2019, stampata per lei.
Nel dicembre 2012 Josefa Idem si presenta alle primarie del Partito Democratico, indette per scegliere i candidati al Parlamento italiano in vista delle elezioni politiche del 2013: alle consultazioni, svoltesi il 30 dicembre 2012, Idem ottiene 9 382 preferenze risultando la più votata in provincia di Ravenna, con il 62% delle preferenze.
Alle elezioni politiche del 2013 viene eletta al Senato della Repubblica, come capolista del Partito Democratico nella circoscrizione Emilia-Romagna.
Il 28 aprile 2013 viene nominata Ministro per le pari opportunità, lo sport e le politiche giovanili nel governo Letta. Dopo circa due mesi di mandato, iniziano a circolare voci su presunte irregolarità nel pagamento di oneri previdenziali e nella gestione del suo patrimonio immobiliare, da cui deriverebbe, tra l'altro, un'evasione di ICI e IMU. Il 22 giugno 2013, in una conferenza stampa convocata a Palazzo Chigi, si dichiara pronta a pagare per eventuali errori, escludendo, però, l'ipotesi di dimissioni. Nonostante ciò, il 24 giugno, dopo un incontro con il presidente del consiglio Enrico Letta, ha rassegnato le dimissioni dall'incarico prima che il Senato votasse una mozione di sfiducia presentata nei suoi confronti da Movimento 5 Stelle e Lega Nord.
Josefa Idem è stata membro della Commissione permanente "VII Istruzione pubblica, beni culturali". Come senatrice, è stata presente in 12 667 votazioni su 14 672, ha presentato tre disegni di legge come primo firmatario e 71 come cofirmatario, 22 interrogazioni, 46 emendamenti come primo firmatario e 436 come co-firmatario. Si è occupata principalmente di diritti umani, società, protezione del patrimonio, formazione e sport.
Non è più ricandidata in Parlamento alle elezioni politiche del 2018, in quanto esclusa dalle liste del Partito Democratico.

### Altre attività
Oltre all'attività agonistica, Josefa Idem è impegnata anche a livello sociale. È stata testimonial di campagne di sensibilizzazione sulla sclerosi multipla, sulla donazione di organi e a favore di Emergency.
È testimonial dell'Associazione Italiana Sclerosi Multipla e di Acqua è Vita. Nel 2002 è stata testimonial della campagna a favore della donazione di organi per la regione Emilia-Romagna.
Dal febbraio 2005 collabora con La Gazzetta dello Sport.
A partire dal febbraio 2007 è stata membro della Commissione Scientifica per la vigilanza e il controllo sul doping, per la tutela della salute nelle attività sportive del Ministero della Salute.
Nell'aprile 2007 ha pubblicato il libro autobiografico Controcorrente.
Nel 2009 ha girato alcuni spot televisivi per Kinder Délice.
Ha vinto la XVI edizione del Premio "L'Altropallone", riconoscimento simbolico sportivo per la pace e la solidarietà assegnato da una giuria indipendente presieduta da Gianni Mura.
Nel gennaio 2013, in un'intervista al periodico Vanity Fair, dichiara di essere favorevole al matrimonio fra persone dello stesso sesso.

## Palmarès
Per la Germania Ovest
- Giochi olimpici:

Los Angeles 1984: Bronzo K2 500 m
- Campionati del mondo:

1989: Bronzo K1 500 m e 5000 m
Per l'Italia
- Giochi olimpici:

Atlanta 1996: Bronzo K1 500 m
Sydney 2000: Oro K1 500 m
Atene 2004: Argento K1 500 m
Pechino 2008: Argento k1 500 m
- Campionati del mondo:

1990: oro K1 500 m, argento K1 5000 m
1991: oro K1 5000 m, bronzo K1 500 m
1994: bronzo K1 500 m
1997: argento K1 200-500-1000 m
1998: oro K1 1000 m, argento K1 200 m, bronzo K1 500 m
1999: argento K1 200-500-1000 m
2001: oro K1 500–1000 m
2002: bronzo K1 500–1000 m
2006: argento k1 500 m
2009: bronzo k1 500 m
- Campionati europei di canoa/kayak sprint

Plovdiv 1997: oro nel K1 200m, K1 500m e K1 1000m, bronzo nel K2 500 m.
Zagabria 1999: oro K1 200-500-1000 m
Poznań 2000: oro K1 1000 m, argento K1 200 m
Milano 2001: : oro K1 1000 m, argento K1 500 m
Seghedino 2002: argento nel K1 500m e nel K1 1000m.
Račice 2006:  bronzo k1 1000 m
Milano 2008: bronzo nel K1 500m.
- Giochi del Mediterraneo:

1997: oro K1-K2 500 m
2009: oro K1 1000 m, bronzo K1 500 m